# Chrysops omissus
Chrysops omissus är en tvåvingeart som beskrevs av Lutz 1911. Chrysops omissus ingår i släktet Chrysops och familjen bromsar. Inga underarter finns listade i Catalogue of Life.